# 파쿤도 카브랄

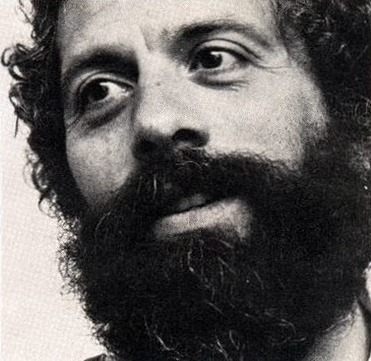

파쿤도 카브랄(Facundo Cabral, 본명: Rodolfo Enrique Cabral Camiñas, 1937년 5월 22일 ~ 2011년 7월 9일)은 아르헨티나의 싱어송라이터, 철학자이다.

## 종교적, 정치적 관점
파쿤도는 자신의 영적 관점이 예수, 노자, 장자, 오쇼 라즈니쉬, 지두 크리슈나무르티, 석가모니, 아르투어 쇼펜하우어, 세례자 요한, 아시시의 프란치스코, 마하트마 간디, 테레사 수녀 등 다양한 인물의 영향을 받았다고 표현했다.
호르헤 루이스 보르헤스와 월트 휘트먼의 글을 찬양했다.
카브랄이 특정 정치 운동을 고수한 적이 없다는 것이 일반적인 정설이지만 수년간 그는 분쟁 해결의 수단으로서 평화주의를 옹호했다.

## 살해
카브랄은 2011년 7월 9일 라 아우로라 국제공항으로 가던 길에 과테말라시의 관광 도중 총에 맞아 사망했다.